# Place José-Rizal
La place José-Rizal est une voie située dans le quartier de Rochechouart du 9e arrondissement de Paris.

## Situation et accès
La place José-Rizal est desservie à proximité par la ligne 7 à la station Cadet.

## Origine du nom

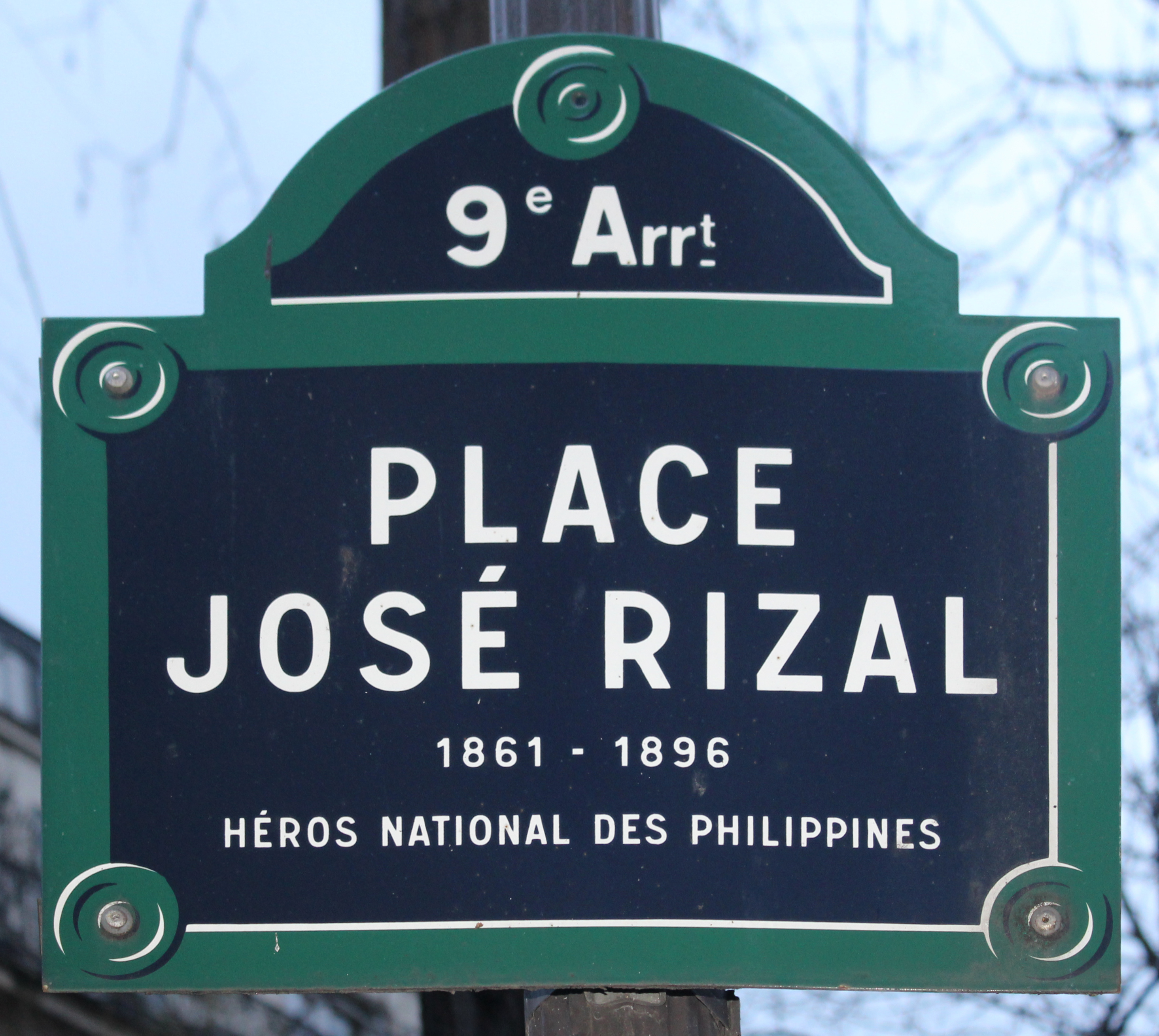
Plaque de la place.

Cette place rend hommage au héros national anticolonialiste philippin José Rizal (1861-1896).

## Historique
La place est créée et prend sa dénomination actuelle en 1999 sur l'emprise des voies qui la bordent.